# Phyllopodopsyllus danielae
Phyllopodopsyllus danielae är en kräftdjursart som beskrevs av Philippe Bodin 1964. Phyllopodopsyllus danielae ingår i släktet Phyllopodopsyllus och familjen Tetragonicipitidae. Inga underarter finns listade i Catalogue of Life.